# Sistema informatico radiologico
Un sistema informativo radiologico, noto anche come RIS (acronimo dell'inglese Radiology Information System) è utilizzato nelle Radiologie per gestire il flusso dei dati legati ai pazienti. Le funzionalità del RIS permettono di gestire tutta la serie di azioni o eventi, che partono dall'approccio del paziente con la struttura e terminano con la consegna del referto.

## Descrizione
Non è improprio dire che il processo di integrazione informatica di una Radiologia nell'Ospedale ruoti intorno al RIS, dal momento che tipicamente è il riferimento per il dialogo con:
- Sistemi gestionali ospedalieri
- Sistemi gestionali regionali
- Modalità diagnostiche
- Workstation di visualizzazione

Anche se nell'ottica aziendale è classificato come una delle tante applicazioni client-server da reparto, il RIS per ragioni di ordine storico legate (come per i laboratori d'analisi) al grande numero di prestazioni da gestire ha una lunga storia alle spalle, ed anche in Italia ci sono stati casi pionieristici di informatizzazioni realizzate con schede perforate.
In una Radiologia quindi il ruolo di un RIS è centrale: è proprio un sistema del genere che permette di individuare e di eliminare colli di bottiglia all'interno del processo di refertazione, consente di rendicontare correttamente le attività effettuate, è ausilio indispensabile alla diagnosi grazie alla gestione delle Cartelle Radiologiche informatizzate.

### Processo di refertazione

Processo di refertazione.

Il processo di refertazione parte dalla prenotazione o comunque dal primo approccio alla struttura da parte del paziente per arrivare alla chiusura amministrativa delle attività effettuate, e prevede le seguenti fasi, informatizzate o meno a seconda del contesto ospedaliero:
| Prenotazione   | Primo approccio dal paziente alla struttura, spesso telefonico, consiste nell'identificare una disponibilità ai fini dell'esecuzione degli esami prescritti. Potrebbe essere gestita da un CUP ed importata dal RIS (di solito tramite messaggi HL7) e tipicamente viene differenziata fra esterni (gestiti da segreterie) ed interni (gestiti da segreterie o da TSRM). Le urgenze vengono gestite con priorità differenti a seconda del loro grado. Nei casi più avanzati il RIS è in grado di stampare lettere di conferma appuntamento o di spedire email per conoscenza al medico di base. |
| Accettazione   | Il paziente si presenta di persona e viene identificato dal personale della Radiologia, che provvede ad inserire nel RIS i dati necessari al rendiconto e stampare se necessario la modulistica richiesta. Alcuni RIS prevedono anche la gestione della cassa. In questa fase, il RIS genera i riferimenti relativi all'esame, che lo individueranno nell'archivio (es. numero dello studio) secondo il protocollo DICOM. |
| Agende di sala | Importanti strumenti informatici utilizzati per la produzione del programma giornaliero di sala o per verificare l'attività del giorno. |
| Esecuzione     | Il personale in sala si accerta dell'identità del paziente e si occupa di inserire quesito clinico (TSRM) e dati anamnestici (Medico radiologo esecutore o Specializzandi). In questa fase possono venire registrati i componenti dello staff di esecuzione, importante nel caso l'esame richieda mezzi di contrasto o altri farmaci. |
| Magazzino      | Normalmente a cura dei TSRM, in queste fasi vengono inseriti i dosaggi utilizzati per tarare la modalità (ove abbia senso) e ci si occupa di scaricare (anche in forma automatica, dipendente dagli esami eseguiti) il materiale dal magazzino. Ove sia previsto, vengono registrati anche i dati di dose fornita al paziente durante l'esame. |
| Refertazione   | Il medico radiologo, avendo giustificato l'esame, ed in base alla anamnesi ed al quesito clinico, interpreta le immagini, e consultando gli eventuali precedenti del paziente, stende una bozza del referto. La trascrizione del referto può essere effettuata manualmente o con strumenti di riconoscimento vocale dal medico radiologo stesso oppure può essere dettata su dittafoni analogici o digitali (in questo caso il file audio può essere salvato dal RIS) e demandata alle dattilografe o a sistemi di riconoscimento vocale in differita. Tipicamente i referti vengono indicizzati per permettere la ricerca con parole chiave e vi vengono associate codifiche anatomopatologiche come l'ACR o l'ICD9CM. |
| Firma/Stampa   | Il medico radiologo che ha effettuato l'indagine diagnostica o un altro medico radiologo, se prevista una seconda lettura, rivede il testo inserito e provvede a validarlo con la firma autografa o con la firma digitale, rendendolo disponibile alla consegna. In un sistema completo, il RIS spedisce il testo del referto al PACS tramite un messaggio HL7 (ORU) oppure tramite file DICOM (SR). Il referto firmato resta l'unica copia opponibile a terzi. |
| Consegna       | Il personale addetto provvede a gestire la consegna dei referti e di eventuali supporti iconografici |
| Stratistiche   | Estrazione di dati ai fini clinici o amministrativo-gestionali, con possibilità di export. |
| Rendiconti     | Normalmente vengono gestiti rendiconti per i pazienti esterni (che vanno rimborsati dalla Regione) e per i pazienti interni (gestiti a livello di centro di costo o in base ai raggruppamenti omogenei di diagnosi). |

### Interfacce di comunicazione
Generalmente il RIS è in grado di comunicare con altri sistemi informatici ospedalieri (si vedano i Technical Framework di Integrating the Healthcare Enterprise (IHE) per ulteriori informazioni). Tipicamente si tratta di gestire:
- Comunicazione HL7 con uno Hospital Information System o con un centro unico di prenotazione o con un repository di referti aziendale.
- Comunicazione con i sistemi regionali (si pensi per esempio al SISS in Lombardia).
- Comunicazione DICOM (in particolare MODALITY WORKLIST ed MPPS) con le diagnostiche o con un PACS (Picture archiving and communication system), ad esempio per gestire il prefetching o la riconciliazione dei dati dei pazienti.
- Integrazione mono o bidirezionale con Workstation di visualizzazione (DICOM Viewer).
- Altri tipi di interfacce personalizzabili.